# Oliva baileyi
Oliva baileyi is een slakkensoort uit de familie van de Olividae. De wetenschappelijke naam van de soort is voor het eerst geldig gepubliceerd in 1979 door Petuch.